# Nesta Webster
Nesta Helen Webster (de soltera Bevan, 24 de agosto de 1876 - 16 de mayo de 1960) fue una escritora inglesa y teórica de la conspiración de extrema derecha, que promovió alegatos antisemitas y revivió teorías conspirativas sobre los Illuminati. Afirmaba que los miembros de la sociedad secreta eran ocultistas que tramaban la dominación comunista del mundo a través de una cábala judía, con masones y jesuitas. Para Webster este grupo era el culpable de acontecimientos como la Revolución Francesa, la Revolución de 1848, la Primera Guerra Mundial y la Revolución Bolchevique. Sus escritos influyeron en posteriores teorías e ideologías conspirativas, como el anticomunismo estadounidense (en particular la Sociedad John Birch) y el movimiento de milicias.
En 1920, Webster se convirtió en colaboradora de The Jewish Peril, una serie de artículos del The Morning Post centrados en el documento falsificado Los protocolos de los sabios de Sion. Estos artículos se recopilaron y publicaron ese mismo año en forma de libro bajo el título de The Cause of World Unrest. Webster afirmó que la autenticidad de Los protocolos de los sabios de Sion era una "cuestión abierta". Antes de la Segunda Guerra Mundial, Webster participó en diversos grupos políticos fascistas en el Reino Unido.

## Primeros años
Nacida en 1876, en la casa solariega de su familia en el norte de Londres, Webster era la hija menor del banquero Robert Cooper Lee Bevan y Emma Frances Shuttleworth. Se educó en el Westfield College, hoy parte de Queen Mary University of London. Cuando llegó a la edad adulta, viajó por todo el mundo, visitando la India, Birmania, Singapur y Japón. En 1904 se casó con Arthur Templer Webster, superintendente de la policía británica en la India.

## Escritura
Al leer las cartas de la condesa de Sabran, Webster se creyó una reencarnación de alguien de la época de la Revolución Francesa. Su primer libro sobre la Revolución Francesa fue The Chevalier de Boufflers, seguido de  The French Revolution: A study in democracy, en el que atribuyó a una conspiración en torno a la masonería la responsabilidad de la Revolución Francesa. Escribió que "las logias de los francmasones e Illuminati alemanes fueron, por tanto, la fuente de la que emanaron todos esos planes anárquicos que culminaron en el Terror, y fue en una gran reunión de los francmasones en Frankfurt-am-Main, tres años antes de que comenzara la Revolución Francesa, donde se planificó por primera vez la muerte de Luis XVI de Francia y Gustavo III de Suecia".
Webster diferenciaba entre la "masonería continental" y la "masonería británica"; mientras que la primera era una fuerza subversiva en su opinión, consideraba a la segunda "una asociación honorable" y "partidaria de la ley, el orden y la religión". Los masones de la Gran Logia Unida de Inglaterra apoyaron sus escritos.

## Opiniones
La publicación de la falsificación antisemita Los protocolos de los sabios de Sion llevó a Webster a creer que los judíos eran la fuerza motriz de una conspiración internacional, que en su libro  World Revolution: the Plot Against Civilization desarrolló como una conspiración "judeo-masónica" detrás de las finanzas internacionales y responsable de la revolución bolchevique. Después de esto, se convirtió en la principal escritora de The Patriot, un periódico antisemita financiado por el duque Alan Percy.
Winston Churchill la elogió en un artículo de 1920 titulado Zionism versus Bolshevism: A Struggle for the Soul of the Jewish People, en el que escribió "Este movimiento entre los judíos no es nuevo. Desde los días de Espartaco-Weishaupt hasta los de Karl Marx, y hasta Trotsky (Rusia), Bela Kun (Hungría), Rosa Luxemburgo (Alemania) y Emma Goldman (Estados Unidos), esta conspiración mundial para el derrocamiento de la civilización y para la reconstitución de la sociedad sobre la base de un desarrollo detenido, de una malevolencia envidiosa y de una igualdad imposible, ha ido creciendo constantemente. Jugó, como una escritora moderna, la Sra. Webster, ha mostrado tan hábilmente, una parte definitivamente reconocible en la tragedia de la Revolución Francesa".
Webster se involucró en varios grupos de extrema derecha, como la organización Fascistas Británicos, la Unión Antisocialista, The Link y la Unión Británica de Fascistas.
En sus libros, Webster sostenía que el bolchevismo formaba parte de una conspiración mucho más antigua y secreta que se autoperpetuaba. Describió tres posibles fuentes de esta conspiración: El sionismo, el pangermanismo o "el poder oculto". Afirmó que aunque los Protocolos de los Sabios de Sion fueran falsos, seguían describiendo el comportamiento de los judíos. Webster desestimó gran parte de la persecución de los judíos por parte de la Alemania nazi como exageración y propaganda, habiendo abandonado sus opiniones antialemanas debido a su admiración por Hitler. Se opuso a Hitler después del Pacto Molotov-Ribbentrop.

## Crítica
En febrero de 1924, Hilaire Belloc escribió a un amigo judío estadounidense en relación con una de las publicaciones de Webster que pretendía exponer pruebas de la conspiración judía. Aunque el historial de Belloc de escribir sobre los judíos ha atraído en sí mismo acusaciones de antisemitismo, su desprecio por los propios esfuerzos de Webster era evidente:

En mi opinión es un libro lunático. Es una de esas personas que tienen una causa en el cerebro. Es el viejo y conocido "revolucionario judío". Pero hay un tipo de mente inestable que no puede descansar sin imaginaciones morbosas, y la concepción de una sola causa simplifica el pensamiento. Con esta buena mujer son los judíos, con algunas personas son los jesuitas, con otras la masones y así sucesivamente. El mundo es más complejo que eso.

Umberto Eco, cuya novela El cementerio de Praga relata el desarrollo de los Protocolos, ha caracterizado la propagación del documento por parte de Webster como prueba de una tendencia delirante:

En 1921... el Times de Londres descubrió el viejo panfleto de Joly y se dio cuenta de que era la fuente de los Protocolos. Pero la evidencia no es suficiente para los que quieren vivir en una novela de terror... El silogismo [de Webster] es impecable: como los Protocolos se parecen a la historia que he contado, la confirman. O bien: los Protocolos confirman la historia que he inventado a partir de ellos; por lo tanto, son verdaderos